# Резистентность к антимикробным препаратам

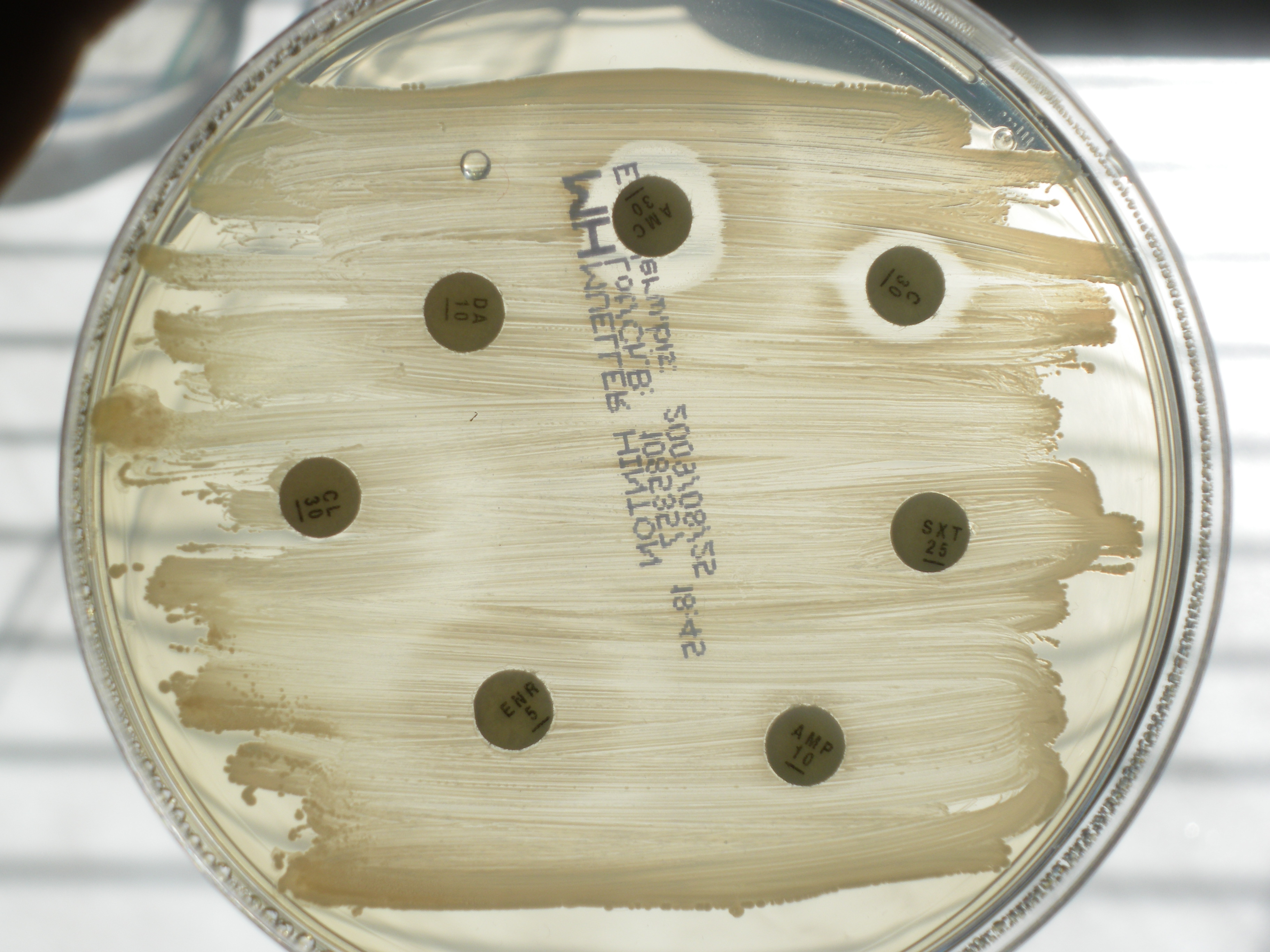
Антибиотикограмма — определение чувствительности культуры к антибиотикам на плотной среде (агаре) диск-диффузионным методом

Устойчивость к противомикробным препаратам возникает, когда микробы развивают механизмы, которые защищают их от воздействия противомикробных препаратов.
Антибио́тикорезисте́нтность (от антибиотик и резистентность) — частный случай устойчивости к противомикробным препаратам, когда бактерии становятся устойчивыми к антибиотикам. Устойчивые микробы труднее лечить, требуются более высокие дозы или альтернативные лекарства, которые могут оказаться более токсичными. Эти подходы также могут быть более дорогими.
Микробная антибиотикорезистентность постепенно осознается как одна из важнейших глобальных проблем. Заражение людей резистентными микроорганизмами приводит к серьёзным заболеваниям и длительной госпитализации. Только в странах Европейского союза из-за микробной антибиотикорезистентности умирает 33 тыс. человек в год.

## Предпосылки
Устойчивость (или резистентность) к антибиотикам может развиваться в результате естественного отбора посредством случайных мутаций и/или благодаря воздействию антибиотика. Микроорганизмы способны переносить генетическую информацию устойчивости к антибиотикам путём горизонтального переноса генов. Кроме того, антибиотикорезистентность микроорганизмов может быть создана искусственно методом генетической трансформации. Например, внесением искусственных генов в геном микроорганизма.
Развитие и распространение устойчивости к ванкомицину форм золотистого стафилококка и та опасность, которую она представляет для пациентов больниц («госпитальные штаммы») — прямой результат эволюции путём естественного отбора. Ещё один пример — развитие штаммов шигеллы, устойчивых к противомикробным средствам из группы сульфаниламидов.

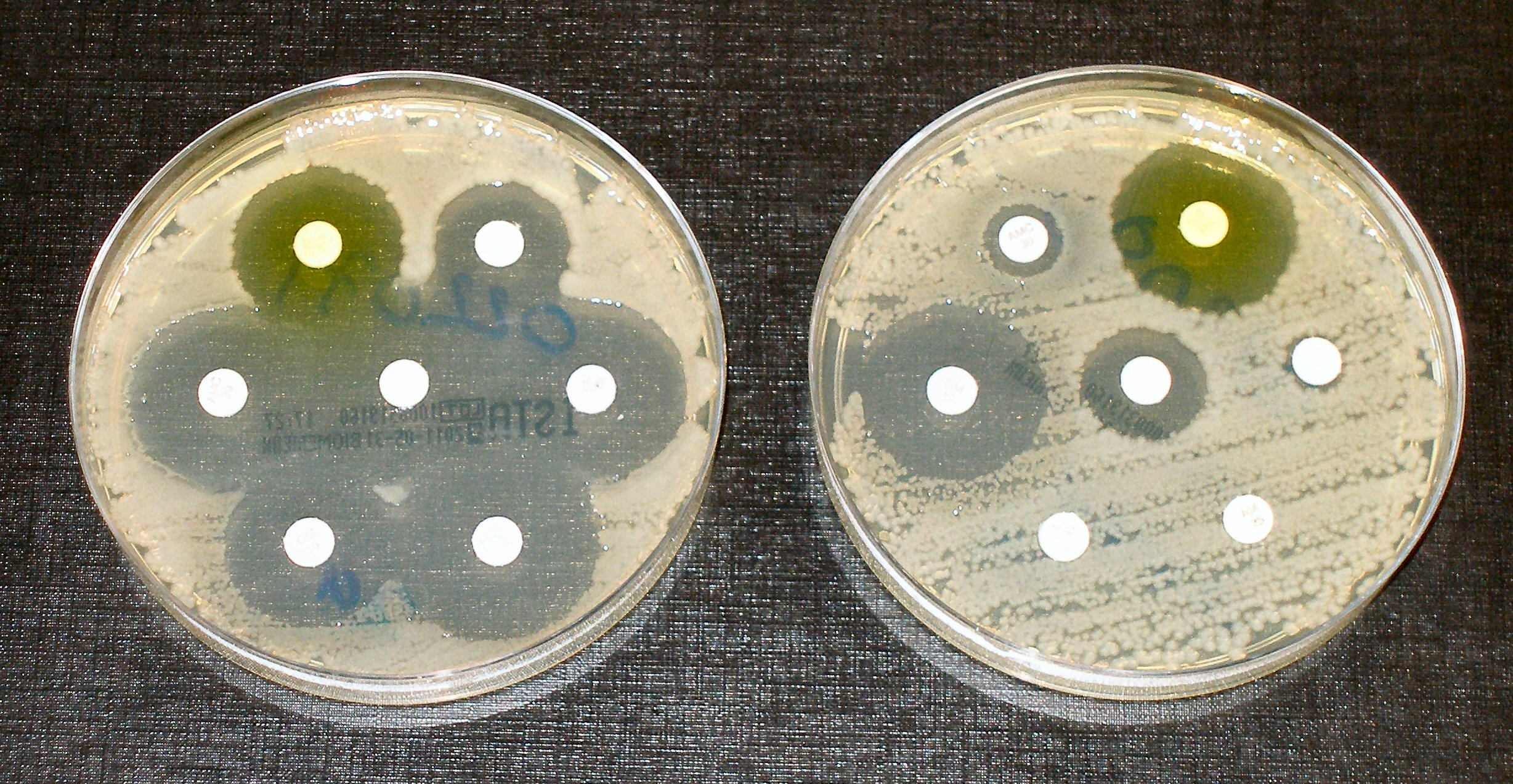
Тесты на устойчивость к антибиотикам: Бактерии высевают штрихами на чашках с белыми дисками, пропитанными антибиотиком. Чистые кольца, как на чашке слева, показывают, что бактерии не выросли — что свидетельствует об отсутствии устойчивости у этих бактерий. Бактерии на чашке справа полностью восприимчивы только к двум (левый и верхний правый) из семи протестированных антибиотиков, а к трём (средний, правый и верхний левый) незначительная чувствительность, а к двум (нижние) не чувствительны вовсе.

Резистентность к антимикробным препаратам (РАП) проявляется, когда микроб эволюционирует, чтобы стать более или полностью устойчивым к противомикробным препаратам, которыми ранее его можно было лечить. Этот более широкий термин охватывает также устойчивость к антибиотикам, который применяется к бактериям и антибиотикам. Резистентность возникает одним из трех способов: природная резистентность у некоторых типов бактерий; генетическая мутация; или путем приобретения резистентности одними видами бактерий от других. Резистентность может появляться спонтанно вследствие произвольных мутаций; или чаще всего в результате постепенного накопления со временем, и из-за неправильного применения антибиотиков или противомикробных препаратов. Воздействие на резистентные микроорганизмы становится все более затрудненным, требует использования альтернативных лекарственных препаратов или более высоких доз — что может быть более дорогостоящим или более токсичным. Микробы, устойчивые к нескольким противомикробным препаратам, называются мультирезистентными (МР); или иногда супербактериями. Резистентность к антимикробным препаратам неуклонно растет, принося ежегодно миллионы смертей. В настоящее время несколько инфекций стали абсолютно неизлечимыми вследствие резистентности. Все классы микробов развивают резистентность (грибки, резистентность к противогрибковым средствам; вирусы, резистентность к противовирусным препаратам; простейшие, резистентность к противопротозойным средствам; бактерии, резистентность к антибиотикам).
Антибиотики следует применять только в случае необходимости, как это предписано медиками. Врачам, назначающим лечение, следует строго придерживаться пяти правил назначения препарата: правильный пациент, правильное лекарственное средство, правильная доза, правильный способ применения, и правильное время. Антибиотики узкого спектра действия предпочтительны по сравнению с антибиотиками широкого спектра действия, где это возможно, так как возникновение резистентности при эффективном и точном направленном воздействии на специфические организмы менее вероятно. Культуры следует принимать до начала лечения при наличии показаний и лечение можно изменять на основании результатов теста на чувствительность к антибиотикам. Для людей, которые принимают эти препараты в домашних условиях, сведения о правильном использовании имеют большое значение. Поставщики медицинских услуг могут свести к минимуму распространение устойчивых инфекций, используя надлежащую санитарную обработку: в том числе мытье рук и дезинфекцию для пациентов; им следует поощрять такую санитарную профилактику у пациентов, посетителей и членов семей.
Повышение устойчивости к лекарственному средству может быть связано с тремя причинами применения антибиотиков: в популяции людей; в популяции животных; и распространение резистентных штаммов между людьми или животными. Антибиотики повышают селективное давление [давление отбора] в популяциях бактерий, в результате чего уязвимые бактерии погибают, при этом увеличивается процент резистентных бактерий, которые продолжают расти. С большим распространением устойчивости к антибиотикам растет потребность в альтернативных методах лечения. Несмотря на призывы к новым видам антибиотикотерапии, новые препараты разрабатываются все реже. Существует несколько национальных и международных программ мониторинга угроз устойчивости к лекарственным препаратам. Примеры резистентных бактерий, включенных в такие программы: метициллинрезистентный золотистый стафилококк (Staphylococcus aureus) (MRSA), ванкомицин-резистентный золотистый стафилококк (S. aureus) (VRSA), бета-лактамазы расширенного спектра действия (БЛРСД), ванкомицин-резистентные энтерококки (Enterococcus) (ВРЭ), мультирезистентные аэробные бактерии Ацинетобактер (A. baumannii) (MRAB).
В докладе Всемирной организации здравоохранения (ВОЗ), опубликованном в апреле 2014 года говорится, что «эта серьёзная опасность уже не представляет собой лишь прогноз на будущее, поскольку она уже проявляется прямо сейчас в каждом регионе мира и может отрицательно сказаться на каждом, независимо от возраста, в каждой стране. Устойчивость к антибиотикам — явление, когда бактерии меняются настолько, что антибиотики больше не оказывают никакого воздействия на организм людей, которые нуждаются в них для борьбы с инфекцией, и это сейчас одна из серьёзнейших угроз для здоровья людей.» Все большее количество публичных призывов к осуществлению глобальных коллективных действий по решению проблемы этой угрозы включают в себя предложения по подготовке международных договоров, касающихся устойчивости к противомикробным препаратам. Распространенная во всем мире резистентность к антибиотикам не полностью отображена на карте, однако более бедные страны со слабыми системами здравоохранения подвержены ей в большей степени.

## Определение
ВОЗ определяет резистентность к антимикробным препаратам как устойчивость микроорганизма к противомикробному препарату, которым раньше можно было лечить инфекцию, вызываемую этим микроорганизмом. Человек не может стать устойчивым к антибиотикам. Антибиотикорезистентность — это свойство микроба, а не человека или другого организма, инфицированного этим микробом.

## Причины
Бактерии, обладающие резистентностью к антибиотикам, предшествуют медицинскому применению антибиотиков людьми; тем не менее, широкое применение антибиотиков сделало бактерии более резистентными в процессе давления эволюционного отбора.
Некоторые исследования демонстрируют случайную передачу устойчивых к антибиотикам микроорганизмов от животных человеку. Резистивные бактерии могут передаваться от животных к человеку тремя способами: путем потребления продуктов животного происхождения (молоко, мясо, яйца и т. д.), в результате близкого или прямого контакта с животными или другими людьми, или через окружающую среду. При первом способе, консервирование пищевых продуктов может помочь устранить, снизить или предотвратить рост бактерий в некоторых видах продуктов. Фактических данных о передаче микроорганизмов, устойчивых к макролидам, от животных к человеку очень мало, и большинство из них свидетельствует, что патогенные микроорганизмы, вызывающие озабоченность у населения, произошли в организме человека и сохраняются там, с редкими случаями переноса в организм человека.
Причины широкого применения антибиотиков включают:
- повышение глобальной доступности в течение долгого времени, начиная с 1950-х годов;
- неконтролируемые продажи антибиотиков во многих странах с низким или средним уровнем дохода, где их можно получить без рецепта, что потенциально приводит к применению антибиотиков без предписания врача. Это может привести к возникновению резистентности у любых оставшихся бактерий.

Применение антибиотиков в животноводстве в качестве добавки в корм для скота в малых дозах для стимулирования роста является общепринятой практикой во многих промышленно развитых странах, и, как известно, приводит к повышению уровня резистентности. Выброс большого количества антибиотиков в окружающую среду во время фармацевтического производства за счет ненадлежащей очистки сточных вод повышает риск того, что устойчивые к антибиотикам штаммы будут развиваться и распространяться. Точно неизвестно, способствуют ли бактерицидные вещества в мыле и других продуктах развитию устойчивости к антибиотикам, но они не рекомендуются к применению по другим причинам.

### Медицина
Увеличение бактериальной устойчивости связано с объёмом предписываемых антибиотиков, а также нарушением дозировок при приеме антибиотиков. Ненадлежащее назначение антибиотиков обусловлено рядом причин, в том числе в тех случаях, когда люди настаивают на лечении антибиотиками, врачи предписывают их, так как они чувствуют, что у них нет времени для объяснения, почему они не нужны, и врачи не знают, когда назначать антибиотики, или они слишком осторожны по медицинским и/или юридическим причинам.
Почти половина антибиотиков, используемых человеком, не нужны и не уместны. Например, треть людей считают, что антибиотики эффективны для лечения обычной простуды, простуда является наиболее распространенной причиной назначения антибиотиков и даже если антибиотики бесполезны против вирусов. Один прием антибиотиков даже при соблюдении режима лечения приводит к увеличению риска резистентности микроорганизмов к этому антибиотику в организме человека, в период от месяца и, возможно, до года.
Устойчивость к антибиотикам возрастает с увеличением продолжительности лечения; поэтому, до тех пор, пока сохраняется эффективный минимум, более короткие курсы антибиотиков могут, вероятно, снизить уровень резистентности, снизить стоимость, и дать лучшие результаты с меньшим количеством осложнений. Существуют краткосрочные схемы лечения внебольничной пневмонии, спонтанного бактериального перитонита, подозрения на легочные инфекции в палатах интенсивного ухода, так называемого острого живота, инфекций среднего уха, синусита и инфекций горла, и проникающих травм брюшной полости. В некоторых ситуациях краткосрочный курс не может вылечить инфекцию так же, как длительный курс. В редакционной статье Британского медицинского журнала рекомендуется безопасно прекращать прием антибиотиков через 72 часа после исчезновения симптомов. Поскольку люди могут чувствовать себя лучше, прежде чем инфекция ликвидирована, врачи должны дать инструкции больным по поводу того, когда будет безопасно прекратить прием препарата. Некоторые исследователи защищают использование врачами очень короткого курса антибиотиков, после повторного осмотра пациента через несколько дней, и прекращение лечения, если клинические признаки инфекции уже отсутствуют.
Некоторые классы антибиотиков дают большую резистентность, чем другие. Повышение уровней зараженности инфекциями MRSA наблюдаются при использовании гликопептидных антибиотиков, цефалоспоринов, и хинолонов. Цефалоспорины, и особенно хинолоны и клиндамицин, способны с большей вероятностью приводить к колонизации анаэробными грамположительными бактериями Clostridium difficile.
Факторы, действующие в отделении интенсивной терапии, такие как механическая вентиляция и несколько сопутствующих заболеваний, также, по всей видимости, способствуют бактериальной резистентности. Плохая гигиена рук персонала больницы вызывает распространение резистентных микроорганизмов, тогда как частое мытьё рук приводит к снижению уровней заболеваемости.
Ненадлежащее применение антибиотиков часто может быть связано с наличием структурного насилия в конкретных регионах. Социально-экономические факторы, такие как раса и бедность, влияют на доступность и приверженность к медикаментозному лечению. Эффективность программ лечения фармакорезистентных штаммов зависит от того, принимают ли программные усовершенствования во внимание эффекты насилия со стороны организационной структуры.

### Сельское хозяйство
Антибиотики используются в кормах для повышения продуктивности сельскохозяйственных животных. В частности, корма для птицы и вода — обычный способ введения лекарственных средств, в связи с более высокими общими затратами, когда лекарственные препараты назначаются при обращении с животными в индивидуальном порядке.
Всемирная организация здравоохранения пришла к заключению, что ненадлежащее применение антибиотиков в животноводстве является основополагающим фактором, способствующим появлению и распространению антибиотикоустойчивых микроорганизмов, и что необходимо ограничить использование антибиотиков в качестве стимуляторов роста в кормах животных. Международное эпизоотическое бюро добавило во Всемирный ветеринарный кодекс ряд инструкций с рекомендациями по созданию и гармонизации национальных программ надзора и мониторинга резистентности к антимикробным препаратам, контролю количества антибиотиков, используемых в животноводстве, а также рекомендации для обеспечения надлежащего и целесообразного применения антибиотических веществ. Ещё одной рекомендацией является выполнение методологий, способствующих определению сопутствующих факторов риска и оценке риска устойчивости к антибиотикам.
Генеральная Ассамблея ООН в 2016 году признала использование антибиотиков в животноводстве одной из главных причин развития устойчивости возбудителей болезней к противомикробным препаратам у людей.
В 2006 году в Европейском союзе было запрещено использование в животноводстве антибактериальных стимуляторов роста При этом количество бактериальных заболеваний у животных, выращиваемых без них, значительно возросло, а производственные показатели ощутимо снизились. Это привело к увеличению частоты применения терапевтических антибиотиков как для лечения, так и для профилактики заболеваний в животноводстве. Поэтому потребовались годы усилий и поисков, чтобы сократить количество используемых антибиотиков до прежнего уровня. Однако установленных показателей (не более 50 мг действующего вещества антибиотиков на 1 кг живой массы) к 2015 году достигли в Европейском союзе лишь 12 стран из 30, при этом наибольшего успеха в сокращении объёмов применяемых антибиотиков добились страны Скандинавии и Прибалтики. В то же время суммарный объём потребления антибиотиков в животноводстве США за 2009—2014 годы вырос на 22 %, но затем инициированная в 2014 году правительством США программа позволила за период с 2014 года по 2020 год снизить этот показатель в среднем на 32 %. Что касается России, то в отношениии неё действет лишь необязательное к применению решение Евразийской экономической комиссии 2018 года о введении максимально допустимых уровней содержания антибиотиков в животном сырье. По оценке экспертов ВТО, использование антибиотиков в животноводстве РФ ежегодно растет примерно на 35-40 % и к 2020 году Россия должна была обогнать по этому показателю США.

### Распространенность в природе
Естественно возникающая устойчивость к антибиотикам — обычное явление. Гены резистентности к антибиотикам, как и сами антибиотики, существуют с древних времен.:457–461 Гены, обеспечивающие резистентность известны как экологическая резистома. Эти гены могут быть перенесены от не болезнетворных бактерий к тем, которые действительно вызывают болезни, что приводит к клинически значимой резистентности к антибиотикам. В 1952 г. было показано, что бактерии, устойчивые к пенициллину, существовали до начала лечения пенициллином; также сообщалось о сформированной ранее бактериальной резистентности к стрептомицину. В 1962 г. наличие пенициллиназы было обнаружено в покоящихся эндоспорах бактерий Bacillus licheniformis, которые были оживлены из высушенной почвы на корнях растений, хранившихся с 1689 г. в Британском музее. Шесть штаммов бактерий Clostridium, обнаруженных в кишечнике Уильяма Брейна и Джона Хартнелла (членов пропавшей экспедиции Франклина) показали резистентность к цефокситину и клиндамицину. Пенициллиназа могла появиться как защитный механизм бактерий в их среде обитания, как в случае с богатым пенициллиназой золотистым стафилококком (Staphylococcus aureus), живущим с Трихофитоном, который способен продуцировать пенициллин; однако, это может быть случайным явлением. Поиск предка пенициллиназы сосредоточен на классе белков, которые должны быть априори способны к комбинированию с пенициллином. Резистентность к цефокситину и клиндамицину в свою очередь, связана с тем, что Брейн и Хартнелл контактировали с микроорганизмами, которые естественным образом производят их, или произошла в результате случайной мутации в хромосомах штаммов Clostridium. Имеются данные о том, что тяжелые металлы и другие загрязняющие вещества могут способствовать отбору антибиотикоустойчивых бактерий, генерируя постоянный источник их в небольших количествах.

### Экологическая проблема
Устойчивость к антибиотикам — растущая проблема среди людей и животных в наземных или водных средах. В связи с этим, распространение и загрязнение окружающей среды, особенно через «горячие точки», например, больничные сточные воды и неочищенные городские сточные воды, является растущей и серьёзной проблемой здравоохранения. Антибиотики загрязняют окружающую среду с момента их введения через отходы жизнедеятельности человека (лекарства, сельское хозяйство), животных и фармацевтической промышленности. Вместе с отходами антибиотиков в окружающую среду попадают антибиотикоустойчивые бактерии. Так как бактерии быстро размножаются, резистентные бактерии, которые попадают в окружающую среду, реплицируют свои гены резистентности, поскольку они продолжают делиться. Кроме того, бактерии, несущие гены резистентности, обладают способностью передавать эти гены другим видам с помощью горизонтального переноса генов. Таким образом, даже если конкретный антибиотик больше не вводится в окружающую среду, гены резистентности к антибиотикам будут сохраняться благодаря бактериям, которые с тех пор реплицировали без постоянного воздействия этих препаратов. Устойчивость к антибиотикам широко распространена среди морских позвоночных, и они могут быть важными резервуарами антибиотикоустойчивых бактерий в морской среде.

## Механизмы формирования антибиотикорезистентности
Госпитальный штамм — это культура патогенных микроорганизмов, получившая в результате мутаций или переноса генов (плазмид) несвойственные «дикому» штамму характерные черты, позволяющие выживать в условиях стационара. Основные характеристики приспособления:
- устойчивость к одному или нескольким антибиотикам широкого спектра действия,
- устойчивость к условиям внешней среды (стационара),
- снижение чувствительности к антисептикам[81].

Госпитальные штаммы весьма разнообразны — в каждой больнице или отделении возможно появление своего характе́рного штамма со свойственным только ему набором биологических свойств.

### Механизмы резистентности
- У микроорганизма может отсутствовать структура, на которую действует антибиотик (например, бактерии рода микоплазма (лат. Mycoplasma) нечувствительны к пенициллину, так как не имеют клеточной стенки);
- Микроорганизм непроницаем для антибиотика (большинство грам-отрицательных бактерий невосприимчивы к пенициллину G, поскольку клеточная стенка защищена дополнительной мембраной);
- Микроорганизм в состоянии переводить антибиотик в неактивную форму (многие стафилококки (лат. Staphylococcus) содержат фермент β-лактамазу, который разрушает β-лактамовое кольцо большинства пенициллинов);
- В результате генных мутаций обмен веществ микроорганизма может быть изменён таким образом, что блокируемые антибиотиком биохимические реакции больше не являются критичными для жизнедеятельности данного микроорганизма.

## Преодоление антибиотикорезистентности
Комбинирование «незащищённых» пенициллинов с пенициллиназоустойчивыми, например — сочетание Ампициллина (разлагается пенициллиназами) и Оксациллина (устойчив к действию пенициллиназы) в препарате «Ампиокс».
Клавулановая кислота (или клавуланат) — ингибитор бета-лактамаз. Химическая структура клавулановой кислоты напоминает бета-лактамные антибиотики. Подобно другим бета-лактамам, клавулановая кислота способна связываться с пенициллинсвязывающими белками (ПСБ) грамположительных и грамотрицательных бактерий и способствовать лизису бактериальной стенки. Кроме того, клавулановая кислота обладает собственной антибактериальной активностью.

## Полирезистентность
Полирезисте́нтность — устойчивость микроорганизмов к двум и более антибактериальным препаратам.

## Профилактика

### Всемирная организация здравоохранения
В 2014 году ВОЗ заявила:
Люди могут помочь в противодействии развитию устойчивости посредством:
- использования антибиотиков только в том случае, когда они назначаются врачом;
- полного соблюдения предписанного режима принятия антибиотиков, даже если самочувствие улучшается;
- недопущения передачи антибиотиков другим лицам или использования остатков предписанных лекарственных средств.

Медицинские работники и фармацевты могут помочь в противодействии развитию устойчивости посредством:
- укрепления системы профилактики инфекции и борьбы с ней;
- назначения и отпуска антибиотиков только в том случае, когда они действительно нужны;
- назначения и отпуска правильных антибиотиков для лечения данной болезни.

Директивные органы могут помочь в противодействии развитию устойчивости посредством:
- укрепления системы отслеживания устойчивости и лабораторных возможностей;
- регулирования и поощрения надлежащего использования лекарственных средств.

Директивные органы и промышленность могут помочь в противодействии развитию устойчивости посредством:
- укрепления новаторской работы и исследований и разработки новых средств;
- расширения сотрудничества и обмена информацией среди всех заинтересованных сторон.

### Продолжительность лечения антибиотиками
Продолжительность курса лечения антибиотиками необходимо определять на основании инфекции и других проблем со здоровьем, которые могут быть у человека. Для многих инфекций, как только самочувствие человека улучшается, имеется мало признаков того, что прекращение приема препарата вызывает большую резистентность. Между тем некоторые люди считают, что раннее прекращение приема иногда может быть целесообразным. Другие инфекции, тем не менее, требуют действительно длительного курса лечения независимо от того, чувствует ли человек себя лучше.

### Применение антибиотиков
В Нидерландах был самый низкий уровень назначения антибиотиков в ОЭСР, в размере 11,4 установленных суточных доз (УСД) на 1000 жителей в день в 2011 г. В Германии и Швеции более низкие показатели назначения препаратов, при этом показатели Швеции снижаются с 2007 года. Зато в Греции, Франции и Бельгии показатели назначения антибиотиков высоки и составляют более 28 УСД. Неясно, влияет ли быстрое вирусологическое тестирование на применение антибиотиков у детей.

### Мониторинг
Resistance Open, глобальная интерактивная карта резистентности к антимикробным препаратам, разработанная автоматизированной электронной информационной системой HealthMap для мониторинга, организации и визуализации отчетов о глобальных вспышках заболеваний согласно географическому положению, времени и возбудителю заболевания, отображает сводные данные по устойчивости к противомикробным препаратам, которые находятся в общем доступе и предоставляются пользователями. Веб-сайт может отображать данные в радиусе 25 миль от местоположения. Пользователи могут представлять данные из антибиотикограмм для отдельных больниц или лабораторий. Данные по Европе можно получить с помощью EARS-Net (Европейская сеть по надзору за устойчивостью к антимикробным средствам), которая входит в состав ЕЦПКЗ. Карта резистентности, составленная Центром динамики заболеваний, экономики и политики, также дает данные по устойчивости к противомикробным препаратам на глобальном уровне.
В России создана платформа анализа данных резистентности к антимикробным препаратам AMRmap, которая содержит набор инструментов для визуализации данных о чувствительности микроорганизмов к антимикробным препаратам и распространенности основных генетических детерминант устойчивости к антибиотикам.

### Стратегии
Чрезмерное использование антибиотиков стало одним из главных факторов, способствующих развитию устойчивости к антибиотикам. С начала эры антибиотиков эти препараты использовались для лечения широкого спектра заболеваний. Чрезмерное применение антибиотиков стало основной причиной повышения уровня устойчивости к антибиотикам. Основная проблема заключается в том, что врачи готовы назначать антибиотики плохо осведомленным больным, которые считают, что антибиотики могут вылечить почти все болезни, в том числе вирусные инфекции, например, обычную простуду. При анализе назначений лекарственных средств, 36 % больных с простудой или инфекцией верхних дыхательных путей (вирусных по происхождению) были назначены антибиотики. Эти назначения не дали ничего иного, кроме увеличения риска дальнейшего развития устойчивых к антибиотикам бактерий.
В последние годы бригады рационального использования антибактериальных препаратов в больницах настоятельно рекомендуют оптимально использовать противомикробные препараты. Целью стратегии рационального использования антибактериальных препаратов является помощь практикующим врачам в подборе правильного препарата, правильной дозировки и продолжительности курса лечения с тем, чтобы предотвратить неправильное применение лекарственных препаратов и свести к минимуму развитие резистентности.
Звучит все больше публичных призывов к глобальным коллективным действиям в целях устранения угрозы, в том числе предложения по подготовке международного договора о резистентности к противомикробным препаратам. Более подробная информация и внимание по-прежнему необходимы для признания и оценки тенденций в области резистентности на международном уровне; была предложена идея глобальной системы слежения, однако она ещё не реализована. Система такого рода обеспечит способность проникновения в суть областей высокой устойчивости к антибиотикам, а также даст информацию, необходимую для оценки программ и других изменений, осуществляемых для борьбы или устранения устойчивости к антибиотикам.
27 марта 2015 года Белый дом опубликовал комплексный план для решения растущей потребности борьбы с увеличением числа антибиотикоустойчивых бактерий. Целевая рабочая группа по борьбе с антибиотикоустойчивыми бактериями разработала Национальный план действий по борьбе с антибиотикоустойчивыми бактериями с целью создания дорожной карты, которая будет служить руководством в вопросах антибактериальной резистентности и надежде спасти множество жизней. В этом плане намечены шаги, которые должны быть предприняты федеральным правительством в течение следующих пяти лет, необходимых для предотвращения и сдерживания вспышек антибиотикоустойчивых инфекций; сохранения эффективности антибиотиков уже имеющихся на рынке; и помощи в разработке новых диагностических средств, антибиотиков и вакцин.
План действий был разработан с учётом пяти целей, направленных на укрепление здравоохранения, здоровья населения, ветеринарии, сельского хозяйства, безопасности пищевых продуктов, научных исследований и производства. Эти цели, перечисленные Белым домом, заключаются в следующем:
- снижение темпов появления резистентных бактерий и предотвращение распространения резистентных инфекций
- укрепление национального надзора при осуществлении принципа Единый мир — Единое здоровье для борьбы с устойчивостью к антибиотикам
- предварительная разработка и использование быстрых и инновационных диагностических тестов для идентификации и исследования свойств резистентных бактерий
- ускорение фундаментальных и прикладных исследований и разработок новых антибиотиков, других лекарственных препаратов и вакцин
- улучшение международного сотрудничества и потенциала для профилактики устойчивости к антибиотикам, надзора, контроля, а также исследований и разработок антибиотиков

Для достижения поставленных целей к 2020 г. необходимо принять следующие меры:
- Создание антимикробных программ в условиях больниц скорой неотложной помощи
- Снижение ненадлежащего назначения и применения антибиотиков, по крайней мере, на 50 % в амбулаторных учреждениях и на 20 % в стационарах
- Создание Государственных программ профилактики антибиотикорезистентности (АР) во всех 50 штатах
- Прекращение использования важных с медицинской точки зрения антибиотиков для стимулирования роста сельскохозяйственных животных.

Всемирная организация здравоохранения способствовала проведению первой Всемирной недели правильного использования антибиотиков 16-22 ноября 2015 года. Целью недели является повышение глобальной осведомленности о проблеме устойчивости к антибиотикам, а содействие правильному использованию антибиотиков во всех областях для предотвращения дальнейших случаев устойчивости к антибиотикам.
Вакцины
Микроорганизмы не развивают резистентность к вакцинам, поскольку вакцина усиливает иммунную систему организма, в то время как антибиотик работает отдельно от обычных защитных сил организма. Более того, имеются данные о том, что при увеличении использования вакцин антибиотикоустойчивые штаммы патогенов будут уменьшаться; потребность в антибиотиках будет естественно уменьшаться, так как вакцины предотвращают инфекцию до её возникновения. Однако, новые штаммы, у которых сформировалась устойчивость к иммунитету, индуцированному вакцинами, могут эволюционировать; например, ежегодно требуется новая вакцина гриппа.
Будучи теоретически перспективными, противостафилококковые вакцины показали ограниченную эффективность, из-за иммунологической вариации между видами Staphylococcus, и ограниченную продолжительность эффективности полученных антител. Продолжается разработка и тестирование более эффективных вакцин.
Альтернирующая терапия
Альтернирующая терапия — предлагаемый метод, при котором два или три антибиотика принимаются последовательно в отличие от приема только одного антибиотика, с тем чтобы бактерии, устойчивые к одному антибиотику, погибали во время приема следующего антибиотика. Исследования показали, что этот метод уменьшает скорость, с которой антибиотикоустойчивые бактерии возникают in vitro по отношению к одному препарату в течение всей продолжительности его применения.
Разработка новых лекарственных препаратов
С момента открытия антибиотиков, усилиями научно-исследовательских работ (НИР) постоянно создавались новые лекарства для лечения бактерий, которые становились устойчивыми к более старым антибиотикам, но в 2000-е годы появилось опасение, что разработки замедлились и что тяжелобольные люди могут остаться без вариантов лечения. . Другая проблема заключается в том, что врачи могут проявлять нежелание выполнять обычные операции в связи с повышенным риском вредных инфекций. Резервное лечение может иметь серьёзные побочные эффекты; например, лечение туберкулеза с множественной лекарственной устойчивостью может привести к глухоте или психологической инвалидности. Потенциальный неизбежный кризис является результатом заметного снижения НИР в промышленности. Малые финансовые инвестиции в исследования антибиотиков усугубляют ситуацию. Фармацевтическая промышленность имеет мало стимулов для вложения средства в антибиотики из-за высокого риска и потому, что потенциальные финансовые прибыли с меньшей вероятностью смогут покрыть затраты на разработку новых антибиотиков, чем других лекарственных средств. В 2011 году Пфайзер, одна из последних крупнейших фармацевтических компаний, разрабатывающих новые антибиотики, свернула свои исследования, ссылаясь на низкие доходы акционеров по сравнению с препаратами для лечения хронических заболеваний. Тем не менее, малые и средние фармацевтические компании по-прежнему активно разрабатывают антибактериальные препараты.
В Соединённых Штатах фармацевтические компании предлагают изменять стандарты, по которым Управление по санитарному надзору за качеством пищевых продуктов и медикаментов (FDA) одобряет антибиотики, направленные на борьбу с резистентными микроорганизмами. 12 декабря 2013 года Закон о Разработке антибиотиков для успешного лечения больных (ADAPT) был внесен на рассмотрение Конгресса США. Закон ADAPT направлен на ускоренную разработку лекарственных средств в целях борьбы с растущей угрозой от ‘супербактерий’ для здоровья населения. В соответствии с этим законом FDA может одобрить антибиотики и противогрибковые препараты, необходимые для лечения инфекций, представляющих угрозу для жизни, на основании данных меньшего количества клинических испытаний. Центры по контролю и профилактике заболеваний (ЦКПЗ) усилят контроль за использованием антибиотиков, которые лечат серьёзные и опасные для жизни инфекции и формирующуюся устойчивость, и будут публиковать данные в открытом доступе. Процесс маркировки антибиотиков FDA, 'Критерии интерпретации результатов определения чувствительности микроорганизмов к антибиотикам' или 'пограничные значения' определений категорий штаммов также упрощены, чтобы сделать самые современные и передовые данные доступными для специалистов в области здравоохранения в рамках нового закона.
18 сентября 2014 года подписано распоряжение о реализации рекомендаций, предложенных в отчете Совета по развитию науки и техники при Президенте США (PCAST), который определяет стратегии для проведения более эффективных клинических испытаний и ускорения разработок новых антибиотиков. Эти рекомендации включают:
- Создание 'надежной, постоянной национальной сети клинических испытаний для тестирования антибиотиков', которая будет быстро включать пациентов после выявления их заражения опасными бактериальными инфекциями. Сеть позволит испытывать несколько новых препаратов разных компаний одновременно для их безопасности и эффективности.
- Разработка протокола 'Специального медицинского применения (СМП)', чтобы дать возможность FDA регистрировать новые антимикробные средства для использования в ограниченных популяциях пациентов, сокращения сроков регистрации нового препарата, чтобы пациенты с тяжелыми инфекциями могли получить помощь как можно быстрее.
- Обеспечение экономических стимулов, особенно для разработки новых классов антибиотиков, для компенсации резкого увеличения затрат на НИР, которое отпугивает фармацевтическую промышленность в разработках антибиотиков.

Правительственное распоряжение также включает премию в размере 20 миллионов долларов для поощрения развития диагностических тестов с целью выявления высоко резистентных бактериальных инфекций.
Американские Национальные институты здравоохранения планируют финансирование новой научно-исследовательской сети по этому вопросу, выделив средства в размере до $ 62 млн с 2013 до 2019 г.г. Используя полномочия, полученные в соответствии с Законом о готовности к пандемии и всем видам опасности от 2006 г., Полномочный орган по координации биомедицинских исследований и разработок при Министерстве здравоохранения и социальных служб США объявил, что выделит от $ 40 млн до $ 200 млн на финансирование НИР по новым антибиотическим препаратам, которые проводятся британской фармацевтической компанией GlaxoSmithKline. [114]
Одной из главных причин развития устойчивости к антибиотикам является повышенная насосная функция микробных ABC-транспортеров, что снижает эффективную концентрацию препарата внутри микробной клетки. Ингибиторы ABC-транспортеров, которые можно использовать в комбинации с существующими противомикробными препаратами, проходят клинические испытания и доступны для лечебных схем.

### Применение антибиотиков в животноводстве
Европа
В 1997 году министры здравоохранения Европейского Союза проголосовали за запрет авопарцина, а в 1999 году за запрет ещё четырёх антибиотиков, используемых для стимулирования роста животных. В 2006 г. вступил в силу запрет на использование антибиотиков в кормах в Европе, за исключением двух антибиотиков в кормах для домашней птицы. В Скандинавии, по имеющимся данным, этот запрет привёл к снижению распространенности устойчивости к антибиотикам в популяциях (неопасных) бактерий у животных. По данным на 2004 год в некоторых европейских странах было установлено снижение резистентности к противомикробным препаратам у людей за счёт ограничения использования противомикробных препаратов в сельском хозяйстве и пищевой промышленности без ущерба для здоровья животных или экономических издержек.
Соединенные Штаты
Министерство сельского хозяйства США (USDA) и Управление по санитарному надзору за качеством пищевых продуктов и медикаментов (FDA) проводят сбор данных по применению антибиотиков для лечения людей и, в более ограниченных масштабах, для животных.
Впервые в 1977 FDA было установлено появление антибиотикоустойчивых штаммов бактерий в животноводстве. Укоренившаяся практика выдачи разрешений на продажу безрецептурных антибиотиков (в том числе пенициллина и других препаратов) владельцам животных в качестве кормовых добавок для своих собственных животных, тем не менее, по-прежнему наблюдается во всех штатах.
В 2000 году FDA объявило о своем намерении отозвать регистрацию фторхинолонов для использования при производстве мяса птицы из-за полученных достоверных данных, связывающих его с появлением фторхинолонорезистентных инфекций видами Campylobacter у людей. Правовые проблемы, возникающие при производстве кормов для животных и в фармацевтической промышленности, задерживали окончательное решение по отзыву этой регистрации до 2006 года. С 2007 г. фторхинолоны было запрещено использовать по незарегистрированным показаниям для корма сельскохозяйственных животных в США. Однако они по-прежнему широко используются в кормах для домашних питомцев и экзотических животных.
В 2007 году в США было разработано два федеральных законопроекта (S. 549 и H.R. 962), направленных на свёртывание «нетерапевтических» антибиотиков при производстве кормов для животных. Законопроект Сената (S. 549), внесённый сенатором Эдвардом (Тедом) Кеннеди, прекратил своё существование. Законопроект, внесенный в Палату представителей Луизой Слотер, прекратил своё существование после того, как был передан Комитету.
В марте 2012 годы Окружной Суд Соединённых Штатов по Южному округу Нью-Йорка в судебном определении по иску Национального совета по охране природных ресурсов и других организаций вынес постановление Управлению по санитарному надзору (FDA) отозвать разрешения для применения антибиотиков в животноводстве, нарушающие правила FDA. 11 апреля 2012 года FDA объявило о введении программы добровольного поэтапного отказа от неконтролируемого использования лекарственных средств в качестве кормовых добавок и о преобразовании разрешённого безрецептурного отпуска антибиотиков в отпуск только по рецепту, с требованием ветеринарного контроля за их использованием и назначением. В декабре 2013 года FDA объявило о начале этих мер по поэтапному отказу от использования антибиотиков в целях стимулирования роста сельскохозяйственных животных.
Рост озабоченности американских потребителей по поводу использования антибиотиков в корм для животных привёл к увеличению количества продуктов животного происхождения, не содержащих антибиотики. Например, в 2007 году производитель куриного мяса компания Perdue прекратила использовать все человеческие антибиотики в кормах и запустила продуктовую линейку с надписью «без антибиотиков» под торговой маркой Harvestland. Ответ потребителей был положительным, и в 2014 году Perdue также отказалась использовать ионофоры в своих инкубаторах и начала использовать этикетки «без антибиотиков» на продукции торговых марок Harvestland, Simply Smart и Perfect Portions.

## Механизмы
Четыре основных механизма, с помощью которых микроорганизмы проявляют устойчивость к противомикробным препаратам, включают:
1. Инактивация или модификация лекарственных препаратов: например, ферментативная деактивация пенициллина G у некоторых пенициллин-резистентных бактерий путем выработки β-лактамазы. Чаще всего, защитные ферменты, вырабатываемые бактериальной клеткой, добавляют ацетильную или фосфатную группу к определённому участку на антибиотике, что позволит снизить его способность связываться с рибосомами бактерии и прерывать синтез белка.[125]
2. Изменение мишени воздействия: например, изменение PBP— связывающей мишени воздействия пенициллинов—в MRSA и других пенициллин-резистентных бактериях. Ещё один защитный механизм, найденный среди видов бактерий, — защита рибосомными белками. Эти белки защищают бактериальную клетку от антибиотиков, которые нацелены на рибосомы клеток и ингибируют синтез белка. Механизм включает в себя связывание рибосомных защитных белков с рибосомами бактериальной клетки, что в свою очередь меняет её конформационную форму. Это позволяет рибосомам продолжать синтез белков, необходимых для клетки, препятствуя связыванию антибиотиков с рибосомой для ингибирования синтеза белка.
3. Изменение направления метаболизма: например, для некоторых сульфаниламид-резистентных бактерий не требуется пара-Аминобензойная кислота (PABA), которая является важным предшественником для синтеза фолиевой кислоты и нуклеиновых кислот у бактерий, ингибируемых сульфаниламидами, вместо этого, подобно клеткам млекопитающих, они начинают использовать предварительно сформированную фолиевую кислоту.
4. Снижение накопления лекарственных веществ: за счет уменьшения проницаемости или увеличения активного выведения (откачивания) лекарственных веществ через поверхность клетки.[126] Эти специализированные насосы можно найти в клеточной мембране некоторых видов бактерий, они используются для перекачивания антибиотиков из клетки до того они будут способны нанести какой-либо ущерб. Эти эффлюксные насосы часто активируются специфическим субстратом, обусловленным антибиотиком.[127]

Устойчивость к антибиотикам может быть результатом горизонтального переноса генов, а также несвязанные точечные мутации в геноме патогена в размере 1 в 108 на одну репликацию хромосом. Мутации происходят редко, но тот факт, что бактерии воспроизводятся в таком большом объёме, делает это влияние существенным. Мутация может вызвать изменение участка связывания антибиотика, в результате чего участок будет продолжать нормальное функционирование в присутствии антибиотика или предотвращать связывание антибиотика с участком в целом. Исследования показали, что бактериальный белок LexA может играть ключевую роль в бактериальных мутациях, дающих устойчивость к хинолонам и рифампицину. Повреждение ДНК индуцирует автопротолиз репрессора SOS-гена LeXa. Это включает в себя транскрипцию генов, кодирующих Pol II, Pol IV, и Pol V, которые являются тремя несущественными ДНК-полимеразами, которые необходимы для мутации в ответ на повреждение ДНК. Действие антибиотика против патогена можно рассматривать как нагрузку на окружающую среду. Эти бактерии с мутацией, позволяющей им выживать, живут для воспроизводства. Затем они передают этот признак своему потомству, что приводит к развитию полностью резистентной колонии. Хотя может показаться, что такие хромосомные мутации приносят пользу бактериям, обеспечивая устойчивость к антибиотикам, они также приводят к некоторым отрицательным последствиям. Например, рибосомная мутация может защитить бактериальную клетку путем изменения участка связывания антибиотика, но это также замедляет процесс синтеза белка. Кроме того, при проведении исследования, в частности, по сравнению с общей приспособленности к антибиотикоустойчивых штаммов кишечной палочки Escherichia coli и сальмонеллы Salmonella Typhimurium с их ревертантами, чувствительными к медикаментам, наблюдалось снижение общей приспособленности устойчивых к антибиотикам штаммов, особенно в скорости роста.
Существует три известных механизма резистентности к фторхинолонам. Некоторые типы эффлюксных насосов могут действовать для уменьшения концентрации внутриклеточных хинолонов. В грамотрицательных бактериях, плазмид-опосредованные гены устойчивости производят белки, которые могут связываться с ДНК-гиразой, защищая её от действия хинолонов. Наконец, мутации в ключевых центрах ДНК-гиразы или топоизомеразы IV могут уменьшить их аффинность связывания к хинолонам, снижая эффективность препарата.
Устойчивость к антибиотикам может быть внесена в микроорганизм и искусственно с помощью лабораторных протоколов, иногда используется в качестве селектируемого маркера для изучения механизмов переноса генов или для выявления лиц, которые абсорбировали часть ДНК, включавшую ген устойчивости и другой ген, представляющий интерес. В недавнем исследовании было продемонстрировано, что степень горизонтального переноса генов среди Staphylococcus гораздо выше, чем ожидалось ранее — и включает в себя гены с функциями помимо устойчивости к антибиотикам и вирулентности, и вне генов, находящихся в пределах мобильных генетических элементов.
Длительное время считалось, чтобы микроорганизм стал устойчивыми к антибиотику, он должен находиться в большой популяции. Однако последние данные показывают, что нет никакой необходимости в больших популяциях бактерий для возникновения резистентности к антибиотикам. Теперь мы знаем, что небольшие популяции E.coli в градиенте антибиотика могут стать устойчивыми. Любая гетерогенная среда в отношении питательных веществ и градиентов антибиотика может способствовать развитию устойчивости к антибиотикам в небольших популяциях бактерий; это также верно и для человеческого организма. Исследователи предполагают, что механизм развития резистентности базируется на четырёх точечных мутациях (SNP) в геноме E.coli, выработанных градиентом антибиотика. Благодаря этим мутациям у бактерий возникает устойчивость к антибиотикам.

### MCR-1
В ноябре 2015 года китайские ученые впервые описали ген MCR-1, после того, как нашли его в кишечнике свиньи и свинине. Озабоченность вызвал тот факт, что ген может передаваться другим организмам. Позже MCR-1 был обнаружен в Малайзии, Англии, Китае, Европе, и Соединённых Штатах.

### NDM-1
NDM-1 представляет собой фермент, который делает бактерии устойчивыми к широкому ряду бета-лактамных антибиотиков.
NDM-1 был впервые обнаружен в изоляте Klebsiella pneumoniae у шведского пациента индийского происхождения в 2008 году. Позже он был обнаружен в бактериях в Индии, Пакистане, Великобритании, Соединённых Штатах, Канаде и Японии.
Согласно исследованию, проведенному журналом Lancet, NDM-1 (Металло-бета-лактамаза-1 из Нью-Дели) возникла в Индии. Исследователи пришли к выводу о том, что индийские больницы являются небезопасными для лечения, поскольку нозокомиальные инфекции являются широко распространенным явлением и с появлением новых супер-паразитов в Индии, это может быть опасно.

## Живые организмы

### Бактерии
Золотистый стафилококк (Staphylococcus aureus)
Золотистый стафилококк (Staphylococcus aureus) (известный в обиходной речи как «стафилококк» или «стафилококковая инфекция») является одним из главных резистентных патогенов. Его можно найти на слизистых оболочках и коже человека почти у трети населения земного шара, он чрезвычайно легко приспосабливается к селективному давлению антибиотиков. Это была одна из самых первых бактерий, у которых была обнаружена резистентность к пенициллину — в 1947 г., всего четыре года спустя, как препарат был запущен в массовое производство. Метициллин стал затем наиболее эффективным предпочтительным антибиотиком, но с тех пор его заменил оксациллин из-за сильной токсичности для почек. Метициллинрезистентный золотистый стафилококк (Staphylococcus aureus) (MRSA) был впервые обнаружен в Великобритании в 1961 году, и в настоящее время «довольно распространен» в больницах. MRSA вызвал 37 % смертельных случаев сепсиса в Великобритании в 1999 году, тогда как в 1991 г. этот показатель составлял 4 %. Половина всех инфекций, вызываемых золотистым стафилококком (S. aureus) в США, устойчивы к пенициллину, метициллину, тетрациклину и эритромицину.
В результате чего ванкомицин остался единственным эффективным препаратом на данный момент. Однако, штаммы с промежуточными (4-8 мкг/мл) уровнями резистентности, которые называются золотистый стафилококк (Staphylococcus aureus) c промежуточной устойчивостью к гликопептидам (GISA) или ванкомицину (VISA), стали появляться в конце 1990х годов. Первый случай был идентифицирован в Японии в 1996 г., и с тех пор штаммы находят в больницах Англии, Франции и США. Первый задокументированный штамм с полной (>16 мкг/мл) резистентностью к ванкомицину, под названием ванкомицин-резистентный золотистый стафилококк (Staphylococcus aureus) (VRSA) появился в Соединённых Штатах в 2002 году. Однако, в 2011 г., был протестирован вариант ванкомицина, который связывается с вариацией лактата а также хорошо связывается с исходной мишенью воздействия, восстанавливая, таким образом, мощную антимикробную активность.
Новый класс антибиотиков, оксазолидинонов, стал доступен в 1990-х годах, и первый коммерчески доступный оксазолидинон, линезолид, сравним с ванкомицином по эффективности против MRSA. О появлении линезолид-резистентного золотистого стафилококка было сообщено в 2001 году.
Внебольничный MRSA (CA-MRSA) в настоящее время возник как эпидемия, которая влечет быстро прогрессирующие, смертельные заболевания, в том числе некротическую пневмонию, тяжелый сепсис и некротический фасциит. MRSA является наиболее часто идентифицируемым патогеном с противомикробной лекарственной устойчивостью в больницах США. Эпидемиология инфекций, вызванных MRSA, быстро меняется. За последние 10 лет инфекции, вызываемые этим микроорганизмом, появились в обществе. Два клона MRSA в Соединённых Штатах, наиболее тесно связанные со вспышками заболеваний среди компактно проживающего населения, USA400 (штамм MW2, клеточная линия ST1) и USA300, часто содержат гены лейкоцидин Пантон-Валентина (PVL) и, ещё чаще, ассоциируются с инфекциями кожи и мягких тканей. Имеются сообщения о вспышках инфекций CA-MRSA в исправительных учреждениях, среди спортивных команд, военнослужащих, в роддомах, и среди гомосексуалистов. В настоящее время инфекции CA-MRSA оказываются эндемическими во многих городских регионах и вызывают большинство инфекций CA-S. aureus
Стрептококки и энтерококки
Инфекции стрептококка Streptococcus pyogenes (Стрептококк Группы A: GAS) обычно можно лечить с помощью множества различных антибиотиков. Раннее лечение может снизить риск смерти от инвазивных стрептококковых заболеваний группы А. Тем не менее, даже самый лучший медицинский уход не предотвращает смертельный исход в каждом конкретном случае. Для тяжелобольных может понадобиться симптоматическая терапия в отделении интенсивной терапии. Для лиц с некротическим фасциитом часто требуется хирургическое вмешательство для удаления поврежденных тканей. Появились штаммы S. pyogenes, устойчивые к макролидам; однако, все штаммы остаются равномерно чувствительными к пенициллину
Резистентность Streptococcus pneumoniae к пенициллину и другим бета-лактамам растет во всем мире. Основной механизм резистентности предполагает введение мутаций в гены, которые кодируют пенициллин-связывающие белки. Селективное давление, как полагают, играет важную роль, и использование бета-лактамных антибиотиков является фактором риска инфицирования и колонизации. S. pneumoniae вызывает такие заболевания, как пневмония, бактериемия, воспаление среднего уха, менингит, синусит, перитонит и артрит.
Мультирезистентные энтерококки (Enterococcus faecalis и Enterococcus faecium) ассоциируются с нозокомиальными инфекциями. Эти штаммы включают: пенициллин-резистентные, ванкомицин-резистентные и линезолид-резистентные энтерококки.
Синегнойная палочка (Pseudomonas aeruginosa)
Pseudomonas aeruginosa является широко распространенным оппортунистическим патогеном. Одной из наиболее тревожных характеристик P.aeruginosa, является её низкая чувствительность к антибиотикам, которая относится к согласованным действиям эффлюксных насосов, обеспечивающих множественную лекарственную резистентность с хромосомно-кодируемыми антибиотикоустойчивыми генами (например, mexAB-oprM, mexXY) и низкой проницаемостью клеточных оболочек бактерий. Pseudomonas aeruginosa обладает способностью производить 4-гидрокси-2-алкилхинолины (HAQs) и было обнаружено, что HAQs имеют прооксидантные эффекты, а также сверхэкспрессирующую умеренно повышенную восприимчивость к антибиотикам. Исследователи экспериментировали с биопленками Pseudomonas aeruginosa и обнаружили, что нарушение генов relA и spoT вызвало инактивацию строгого ответа (SR) в клетках с ограничением питательных веществ, что обеспечивает большую чувствительность клеток к антибиотикам.
Clostridium difficile
Clostridium difficile является нозокомиальным патогеном, который вызывает диарейные заболевания во всем мире. Диарея, возбудителем которой является C. difficile, может представлять угрозу для жизни. Инфекции появляются наиболее часто у людей, которые проходили курс лечения и/или антибактериальную терапию. Инфекции C. difficile обычно возникают во время госпитализации. По данным отчета Центров по контролю и профилактике заболеваний за 2015 г., бактерии C. difficile явились причиной почти 500 000 инфекций в Соединённых Штатах за год. Приблизительно 15000 смертей было связано с этими инфекциями. По оценке ЦКПЗ, затраты на лечение инфекций C. difficile могут составить до $3.8 млрд за 5 лет.
Колит, вызываемый C. difficile, больше всего ассоциируется с фторохинолонами, цефалоспоринами, карбапенемами, и клиндамицином.
Некоторые исследования свидетельствуют, что чрезмерное использование антибиотиков в животноводстве способствует вспышкам бактериальных инфекций, таких как C. difficile.
Антибиотики, особенно широкого спектра действия (например, клиндамицин) нарушают нормальную микрофлору кишечника. Это может привести к избыточному росту бактерий C. difficile, которые процветают в этих условиях. Может последовать псевдомембранозный колит, создавая разлитое воспаление толстой кишки и развитие «псевдомембраны», вязкое скопление воспалительных клеток, фибрина и некротических клеток. [4] Как сообщалось, клиндамицин-резистентные C. difficile выступали возбудителем крупных вспышек диарейного заболевания в больницах штатов Нью-Йорк, Аризона, Флорида и Массачусетс в период от 1989 до 1992 г.г. Также были сообщения о географически разбросанных вспышках инфекции, вызванной штаммами C. difficile, устойчивыми к фторхинолонам, таким как ципрофлоксацин и левофлоксацин, в Северной Америке в 2005 году.
Карбапен-резистентные энтеробактерии
В 2013 году трудноизлечимые или неизлечимые инфекции, передаваемые карбапен-резистентными энтеробактериями (CRE), распространились среди пациентов медицинских учреждений. CRE устойчивы почти ко всем имеющимся антибиотикам. Почти половина пациентов больниц с инфекциями CRE в кровотоке умирают от этой инфекции.
Мультирезистентные ацинетобактеры (Acinetobacter)
Acinetobacter — род грамотрицательных бактерий, являющихся возбудителями пневмонии или инфекций кровотока у критически больных пациентов. Мультирезистентные Acinetobacter стали очень устойчивыми к антибиотикам.
Фармакорезистентные Campylobacter
Грамотрицательные бактерии Campylobacter вызывают диарею (часто геморрагический понос), лихорадку, и спазмы в животе. Могут также возникнуть серьёзные осложнения, в виде временного паралича. Врачи полагаются на ципрофлоксацин и азитромицин для лечения пациентов с тяжелой формой заболевания, хотя Campylobacter проявляет устойчивость к этим антибиотикам.
Сальмонеллы и кишечная палочка E. coli
Инфицирование кишечной палочкой (Escherichia coli) и сальмонеллами может произойти в результате потребления зараженных продуктов и воды. Обе эти бактерии хорошо известны как возбудители нозокомиальных (внутрибольничных) инфекций, и часто эти штаммы, обнаруженные в больницах, являются устойчивыми к антибиотикам из-за адаптации к их широкому применению. При распространении обеих бактерий возникают серьёзные проблемы со здоровьем. Многие люди госпитализируются каждый год после инфицирования, при этом некоторые умирают в результате. С 1993 года некоторые штаммы кишечной палочки стали устойчивыми к нескольким видам фторхинолонов.
Хотя только мутация играет огромную роль в развитии резистентности к антибиотикам, исследование, проведенное в 2008 году, показало, что высокие показатели выживаемости после воздействия антибиотиков не могут быть объяснены одной только мутацией. Это исследование было сосредоточено на развитии резистентности у E.coli к трем антибиотикам: ампициллину, тетрациклину и налидиксовой кислоте. Исследователи обнаружили, что некоторая резистентность к антибиотикам развивалась у E.coli благодаря эпигенетической наследственности, а не путем прямого наследования мутировавшего гена. Это также подтверждается данными, показывающими, что возвращение к антибиотикочувствительности было также довольно распространенным явлением. Это может быть объяснено только эпигенетикой. Эпигенетика является типом наследования, при котором изменяется экспрессия генов, а не самого генетического кода. Существует много режимов, с помощью которых может происходить это изменение экспрессии генов, в том числе метилирование ДНК и модификации гистонов; однако, важным моментом является то, что наследование как случайных мутаций, так и эпигенетических маркеров может привести к экспрессии устойчивости генов к антибиотикам.
Резистентность к полимиксинам впервые появилась в 2011 году. Более легкий способ распространения этой резистентности, плазмид, известный как MCR-1 был открыт в 2015 году.
Acinetobacter baumannii
5 ноября 2004 г. Центры по контролю и профилактике заболеваний (ЦКПЗ) сообщили об увеличении количества инфекций кровотока, вызываемых бактериями Acinetobacter baumannii у пациентов военных госпиталей, получивших ранения в Ираке/Кувейте во время военной агрессии США в Ираке и в Афганистане во время Операции «Несокрушимая свобода». Большинство из них показали мультирезистентность к А. baumannii (MRAB), при этом несколько изолятов оказались устойчивыми ко всем исследуемым препаратам.
Klebsiella pneumoniae
Бактерии — продуценты карбапенемаз Klebsiella pneumoniae (KPC) представляют собой группу новых грамотрицательных палочек с высокой лекарственной устойчивостью, являющихся возбудителями инфекций, ассоциируемых со значительной заболеваемостью и смертностью, частота возникновения которых быстро растет в различных клинических условиях по всему миру. Klebsiella pneumoniae включает многочисленные механизмы устойчивости к антибиотикам, многие из которых расположены на высоко мобильных генетических элементах. Карбапенемы (до сих пор часто используемые в качестве «лечения отчаяния» для резистентных инфекций), как правило, не эффективны против организмов-продуцентов KPC.
Палочка Коха (туберкулезные микобактерии)
Туберкулез все больше распространяется по всему миру, особенно в развивающихся странах, в течение последних нескольких лет. Антибиотикоустойчивый ТБ называется МЛУ-ТБ (множественно-лекарственно-устойчивая форма туберкулеза). В мировом масштабе, МЛУ-ТБ вызывает 150000 смертей ежегодно. Рост эпидемии ВИЧ/СПИДа способствовал этому.
ТБ считался одним из наиболее распространенных заболеваний, и не был излечимым до того, как Зельман Ваксман открыл стрептомицин в 1943 г. Однако, у бактерий вскоре развилась устойчивость. С тех пор использовались такие препараты, как изониазид и рифампин. M. tuberculosis развивает резистентность к лекарственным препаратам путем спонтанных мутаций в своих геномах. Резистентность к одному препарату — общее явление, вот почему лечение обычно проводится с помощью более одного лекарства. Туберкулез с широкой лекарственной устойчивостью (XDR TB) устойчив также к препаратам второго ряда.
Устойчивость микобактерий туберкулеза к изониазиду, рифампину и другим общепринятым лекарствам становится все более актуальной клинической задачей. (Для получения более подробной информации о лекарственной устойчивости туберкулеза, посетите страницу Множественно-лекарственно-устойчивая форма туберкулеза). Нет данных, подтверждающих, имеют ли эти бактерии плазмиды. Также M. tuberculosis. не взаимодействует с другими бактериями для передачи плазмид.
Гонококк (Neisseria gonorrhoeae)
Гонококк — патоген, передаваемый половым путем, вызывает гонорею, венерическое заболевание, которое может привести к выделениям и воспалению уретры, шейки матки, глотки или прямой кишки. Она может вызывать боли в тазовой области, боль при мочеиспускании, выделения из полового члена и влагалища, обуславливает системные симптомы, а также может дать серьёзные репродуктивные осложнения. Бактерия была впервые идентифицирована в 1879 году, хотя некоторые библейские ученые считают, что ссылки на болезни могут быть найдены ещё в Парашат (Недельной главе) Мецора Ветхого Завета.
В 1940-х годах стало доступным эффективное лечение пенициллином, но к 1970 м годам преобладающими стали резистентные штаммы. Резистентность к пенициллину появилась благодаря двум механизмам: хромосомно опосредованная резистентность (CMRNG) и пенициллиназа-продуцирующая резистентность (PPNG). CMRNG включает постепенную мутацию penA, который кодирует пенициллин-связывающий белок (PBP-2); mtr, который кодирует эффлюксный насос, удаляющий пенициллин из клетки; и penB, который кодирует порины клеточных стенок бактерий. PPNG подразумевает получение и накопление находящегося на плазмидах гена бета-лактамазы. Neisseria gonorrhoeae имеет высокую склонность к горизонтальному переносу генов, и как результат, детерминанты резистентности к данному лекарственному препарату могут легко передаваться между штаммами.
Фторохинолоны оказались полезными препаратами следующего ряда до тех пор, пока посредством эффлюксных насосов и мутаций не развилась резистентность к гену gyrA, который кодирует ДНК-гиразу. Цефалоспорины третьего поколения используются для лечения гонореи с 2007 года, но уже появились резистентные штаммы. В 2010 году рекомендовалось лечить это заболевание путем однократной внутримышечной инъекции 250 мг цефтриаксона, иногда в сочетании с азитромицином или доксициклином. Однако, некоторые штаммы N. gonorrhoeae могут быть устойчивыми к антибиотикам, которые обычно используются для их лечения. К ним относятся: цефиксим (цефалоспорин для перорального употребления), цефтриаксон (цефалоспорин для инъекций), азитромицин, аминогликозиды и тетрациклин.

### Вирусы
Специфические противовирусные препараты используются для лечения некоторых вирусных инфекций. Эти препараты препятствуют воспроизведению вирусов путем ингибирования важных этапов цикла репликации вируса в инфицированных клетках. Противовирусные препараты используются для лечения ВИЧ, гепатита B, гепатита C, гриппа, герпесвирусов, в том числе вируса ветряной оспы, цитомегаловируса и вируса Эпштейна-Барр (вирус герпеса человека 4 типа). Для каждого вируса некоторые штаммы становятся устойчивыми к назначаемым лекарственным препаратам.
Резистентность к противовирусным препаратам, используемым для лечения ВИЧ, представляет большую проблему, поскольку эволюционировали даже штаммы с множественной лекарственной устойчивостью. Резистентные штаммы вируса ВИЧ появляются быстро, если применяется только один противовирусный препарат. При одновременном использовании трех или более препаратов с этой проблемой можно бороться, однако необходимы новые лекарства, поскольку продолжают появляться фармакорезистентные штаммы ВИЧ.

### Грибки
Заражение грибками является причиной высокого уровня заболеваемости и смертности у лиц с иммунодефицитом, например у носителей ВИЧ/СПИДа, больных туберкулезом или получающих химиотерапию. Грибки Candida (кандида), Cryptococcus neoformans (криптококк неоформанс) и Aspergillus fumigatus (аспергил дымящий) вызывают большинство из этих инфекций, и у всех из них возникает противогрибковая резистентность. Мультирезистентность у грибков растет, поскольку противогрибковые препараты широко применяются для лечения инфекций у лиц с иммунодефицитом.
Особо следует отметить флюконазол-резистентные виды Candida, которые были выделены ЦКПЗ как растущая проблема. Более 20 видов рода Candida могут вызывать кандидоз, наиболее распространенным из которых является диплоидный грибок Candida albicans. Эти дрожжеподобные грибки обычно обитают на коже и слизистых оболочках, не вызывая инфекции. Однако, избыточный рост Candida может привести к кандидозу. Некоторые штаммы Candida становятся устойчивыми к противогрибковым средствам первого и второго ряда, например, азолам и эхинокандинам.

### Паразиты
Простейшие паразиты, вызывающие такие заболевания, как малярия, трипаносомоз, токсоплазмоз, криптоспоридиоз и лейшманиоз, являются важными патогенами человека.
Малярийные паразиты, устойчивые к лекарственным препаратам, используемым в настоящее время для лечения инфекций, широко распространены, и это привело к активизации усилий по разработке новых лекарственных средств. Хотя уже появились сообщения о резистентности к недавно разработанным лекарствам, например, артемизинину. Проблема фармакорезистентности малярийных паразитов дала толчок к разработке новых вакцин.
Трипаносомы — паразитические простейшие, вызывающие африканский трипаносомоз и болезнь Шагаса (американский трипаносомоз). Не существует вакцин для предотвращения этих инфекций, поэтому для их лечения используются такие лекарственные препараты, как пентамидин и сурамин, бензнидазол и нифуртимокс. Эти препараты являются эффективными, но сообщалось об инфекциях, вызванных резистентными паразитами.
Лейшманиоз вызывается простейшими и является важной проблемой здравоохранения во всем мире, особенно в субтропических и тропических странах. Устойчивость к лекарственным средствам «стала главной проблемой».

## Области применения
Устойчивость к антибиотикам является важным средством для генной инженерии. Создание плазмиды, которая содержит ген устойчивости к антибиотикам, а также проектируемый или экспрессируемый ген, позволяет исследователям обеспечить выживание только тех копий, которые несут эту плазмиду при репликации бактерий. Это гарантирует, что манипулируемый ген проходит, когда бактерии реплицируются.
В целом, в генной инженерии наиболее часто используются «старые» антибиотики. К ним относятся:
- ампициллин
- канамицин
- тетрациклин
- хлорамфеникол

В промышленности, применение устойчивости к антибиотикам не одобряется, так как сохранение культур бактерий потребует скармливания им антибиотиков в больших количествах. Вместо этого, предпочтительным является использование ауксотрофных штаммов бактерий (и плазмид с заменой функций).

## Общество и культура
В бюджете на 2016 финансовый год в США увеличен почти в два раза объём федерального финансирования для «борьбы и предотвращения» устойчивости к антибиотикам, выделив более чем $ 1,2 млрд.
С середины 1980-х годов фармацевтические компании инвестировали в лекарственные средства для лечения рака или хронических заболеваний, которые имеют больший потенциал для получения прибыли, и «ослабили или сократили разработку антибиотиков». 20 января 2016 года на Всемирном экономическом форуме в Давосе, Швейцария, более «80 фармацевтических и диагностических компаний» со всего мира призвали к «трансформационным коммерческим моделям» на глобальном уровне для стимулирования научных исследований и разработок по антибиотикам и к «более широкому использованию диагностических тестов, которые могут быстро идентифицировать инфицированный организм».

### Международное регулирование
Некоторые мировые ученые в области здравоохранения утверждают, что для предотвращения и контроля резистентности к антимикробным препаратам необходима глобальная, нормативно-правовая база. Например, глобальную политику привязки можно использовать для создания стандартов использования антимикробных препаратов, регулирования рынка антибиотиков, и усиления глобального контроля над резистентностью к антимикробным препаратам. Обеспечение согласия заинтересованных сторон является непростой задачей. Глобальная политика резистентности к антимикробным препаратам могла бы извлечь уроки из опыта сектора охраны окружающей среды путем принятия стратегий, которые сделали международные природоохранные соглашения успешными в прошлом, такие как: санкции за несоответствие стандартам, помощь в осуществлении, правила принятия решений большинством голосов, группа независимых научных экспертов, и конкретные обязательства.